# Segunda División de España 2009-10
La temporada 2009/10 de la Liga Adelante de fútbol fue la 79.ª edición de la Segunda División de España. Se disputó entre el 29 de agosto de 2009 y el 19 de junio de 2010.
Por tercera vez en su historia, la Real Sociedad de San Sebastián logró el campeonato y, junto con el Hércules de Alicante y el Levante de Valencia obtuvo el ascenso a la Primera División de España.

## Sistema de competición
La Segunda División de España 2009/10 fue organizada por la Liga Nacional de Fútbol Profesional (LFP).
Como en temporadas precedentes, la Segunda División 2009/10 constó de un grupo único integrado por 22 clubes de toda la geografía española. Siguiendo un sistema de liga, los 22 equipos se enfrentaron todos contra todos en dos ocasiones -una en campo propio y otra en campo contrario- sumando un total de 42 jornadas. El orden de los encuentros se decidió por sorteo antes de empezar la competición.
La clasificación final se estableció con arreglo a los puntos obtenidos en cada enfrentamiento, a razón de tres por partido ganado, uno por empatado y ninguno en caso de derrota. Si al finalizar el campeonato dos equipos igualan a puntos, los mecanismos para desempatar la clasificación fueron los siguientes:
1. El que tenga una mayor diferencia entre goles a favor y en contra en los enfrentamientos entre ambos.
2. Si persiste el empate, se tiene en cuenta la diferencia de goles a favor y en contra en todos los encuentros del campeonato.

Si el empate a puntos fue entre tres o más clubes, los sucesivos mecanismos de desempate fueron los siguientes: 
1. La mejor puntuación de la que a cada uno corresponda a tenor de los resultados de los partidos jugados entre sí por los clubes implicados.
2. La mayor diferencia de goles a favor y en contra, considerando únicamente los partidos jugados entre sí por los clubes implicados.
3. La mayor diferencia de goles a favor y en contra teniendo en cuenta todos los encuentros del campeonato.
4. El mayor número de goles a favor teniendo en cuenta todos los encuentros del campeonato.
5. El club mejor clasificado con arreglo a los baremos de fair play.

### Efectos de la clasificación
El equipo que más puntos sumó al final del campeonato fue proclamado campeón del Campeonato de Liga de Segunda División y obtuvo automáticamente el ascenso para disputar la siguiente temporada de la Primera División de España, junto con el segundo y tercer clasificado. Sus plazas en Segunda División fueron cubiertas por los tres últimos clasificados, esta temporada, en Primera.
Por su parte, los cuatro últimos clasificados de Segunda División (puestos del 19.º al 22.º) fueron descendidos a Segunda División B. De ésta ascendieron los cuatro ganadores de la promoción, para reemplazar a los equipos que desciendan.

### Participación de filiales
Un club puede tener un equipo filial en Segunda División si su primer equipos compite en Primera División. Dado que los segundos equipos no pueden jugar en Primera División, si un filial termina la temporada entre los tres primeros clasificados, es el cuarto clasificado el que asciende. Así mismo, si un equipo desciende de Primera a Segunda A y su filial milita en dicha categoría, este es automáticamente descendido a Segunda B, aunque deportivamente haya logrado la permanencia.

## Ascensos y descensos
Un total de 22 equipos disputan la liga, incluyendo quince equipos de la temporada anterior, cuatro ascendidos de Segunda B y tres descendidos de Primera División.
| Pos. | Ascendidos a 1.ª División |
| ---- | ------------------------- |
| 1º   | Xerez C. D.               |
| 2º   | Real Zaragoza             |
| 3°   | C. D. Tenerife            |

| Pos. | Descendidos de 1.ª División |
| ---- | --------------------------- |
| 18.º | Real Betis Balompié         |
| 19.º | C. D. Numancia de Soria     |
| 20.º | R. C. Recreativo de Huelva  |

| Pos. | Descendidos a 2.ª División B |
| ---- | ---------------------------- |
| 19.º | Deportivo Alavés             |
| 20.º | Alicante C. F.               |
| 21.º | S. D. Eibar                  |
| 22.º | Sevilla Atlético             |

| Pos.      | Ascendidos de 2.ª División B |
| --------- | ---------------------------- |
| 1.º (IV)  | Cádiz C. F.                  |
| 1.º (II)  | F. C. Cartagena              |
| 1.º (I)   | Real Unión Club              |
| 2.º (III) | Villarreal C. F. "B"         |

## Clubes participantes

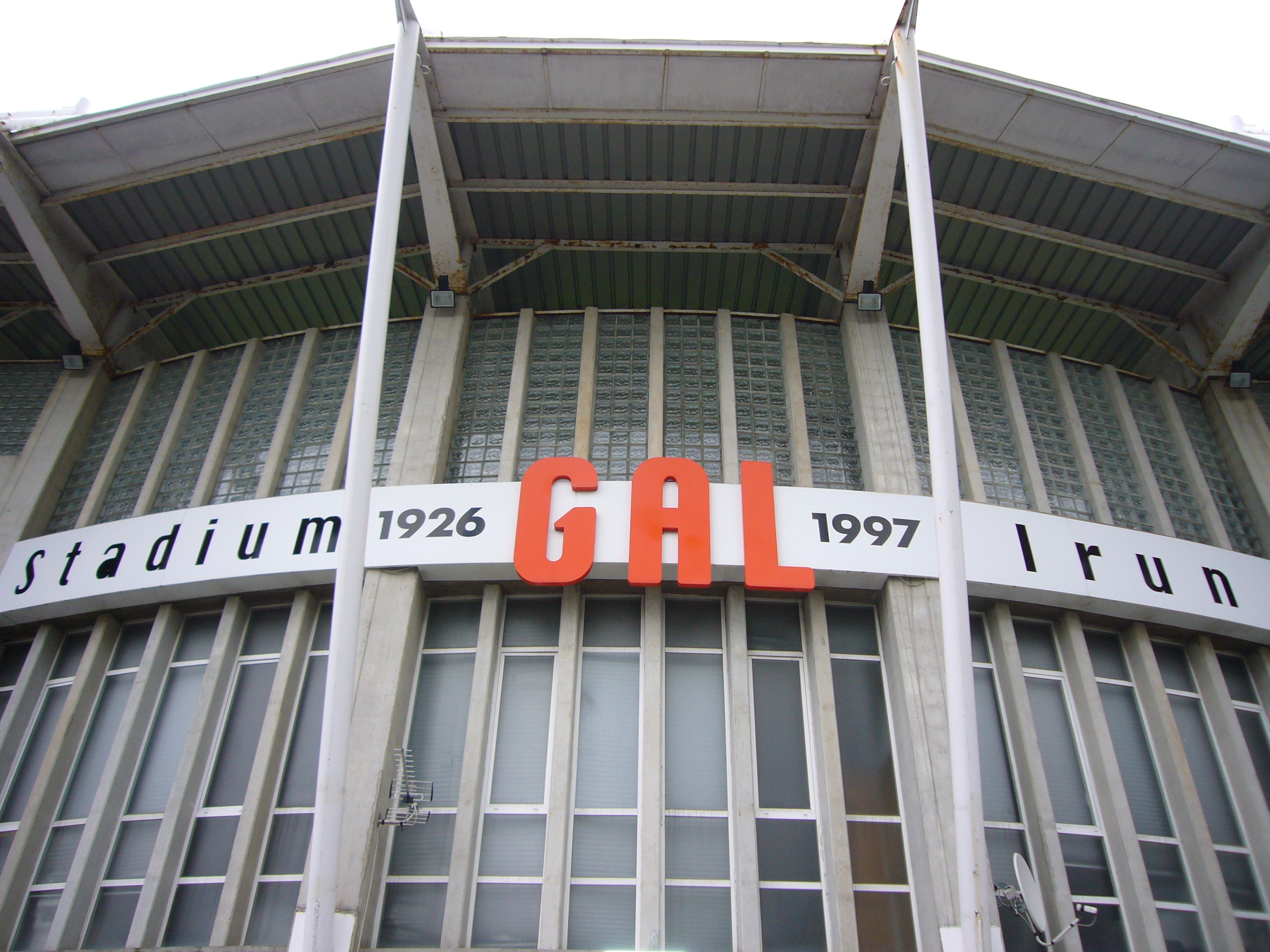
44 años después, el Stadium Gal de Irún volvió a acoger partidos de Segunda División.

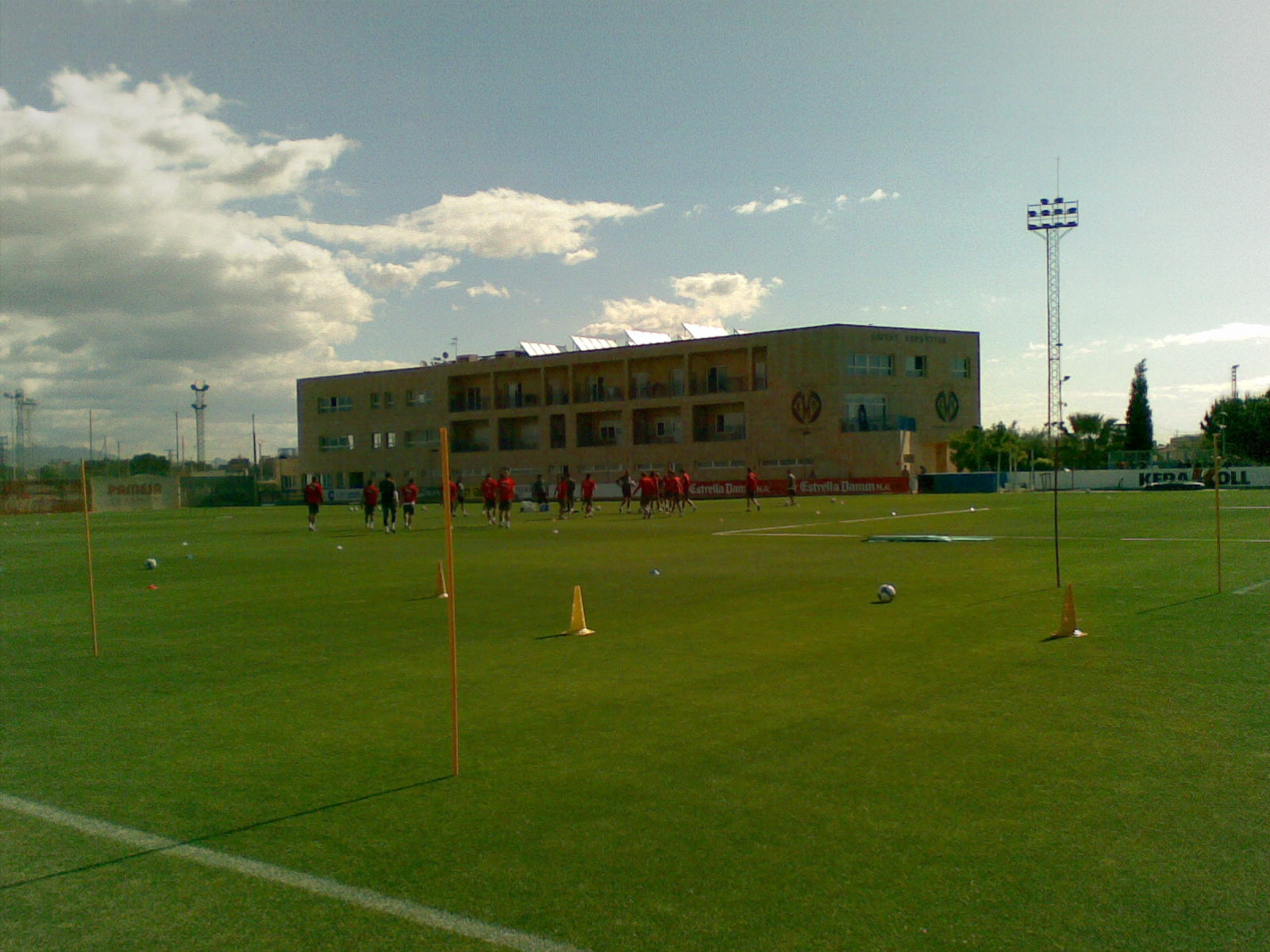
El debutante Villarreal "B" jugó sus partidos en la ciudad deportiva del club.

| Equipo                           | Ciudad                     | Estadio                     |
| -------------------------------- | -------------------------- | --------------------------- |
| Albacete Balompié                | Albacete                   | Carlos Belmonte             |
| Real Betis Balompié              | Sevilla                    | Benito Villamarín           |
| Cádiz Club de Fútbol             | Cádiz                      | Nuevo Mirandilla            |
| Fútbol Club Cartagena            | Cartagena                  | Cartagonova                 |
| Club Deportivo Castellón         | Castellón                  | Nou Estadi Castalia         |
| Real Club Celta de Vigo          | Vigo                       | Balaídos                    |
| Córdoba Club de Fútbol           | Córdoba                    | Nuevo Arcángel              |
| Elche Club de Fútbol             | Elche                      | Manuel Martínez Valero      |
| Club Gimnàstic de Tarragona      | Tarragona                  | Nou Estadi de Tarragona     |
| Girona Fútbol Club               | Gerona                     | Municipal de Montilivi      |
| Hércules Club de Fútbol          | Alicante                   | José Rico Pérez             |
| Sociedad Deportiva Huesca        | Huesca                     | El Alcoraz                  |
| Unión Deportiva Las Palmas       | Las Palmas de Gran Canaria | Estadio de Gran Canaria     |
| Levante Unión Deportiva          | Valencia                   | Ciudad de Valencia          |
| Club Deportivo Numancia de Soria | Soria                      | Nuevo Los Pajaritos         |
| Rayo Vallecano de Madrid         | Madrid                     | Campo de fútbol de Vallecas |
| Real Murcia Club de Fútbol       | Murcia                     | Nueva Condomina             |
| Real Sociedad de Fútbol          | San Sebastián              | Anoeta                      |
| Real Unión Club de Irún          | Irún                       | Stadium Gal                 |
| Real Club Recreativo de Huelva   | Huelva                     | Nuevo Colombino             |
| Unión Deportiva Salamanca        | Salamanca                  | Helmántico                  |
| Villarreal Club de Fútbol "B"    | Villarreal                 | Ciudad deportiva            |

### Equipos porComunidad Autónoma
| Comunidad            | Número | Equipos                                              |
| -------------------- | ------ | ---------------------------------------------------- |
| Comunidad Valenciana | 5      | Castellón, Elche, Hércules, Levante y Villarreal "B" |
| Andalucía            | 4      | Real Betis, Cádiz, Córdoba y Recreativo de Huelva    |
| Castilla y León      | 2      | Numancia y Salamanca                                 |
| Cataluña             | 2      | Gimnàstic de Tarragona y Girona                      |
| País Vasco           | 2      | Real Sociedad y Real Unión                           |
| Región de Murcia     | 2      | Cartagena y Real Murcia                              |
| Aragón               | 1      | Huesca                                               |
| Canarias             | 1      | Las Palmas                                           |
| Castilla-La Mancha   | 1      | Albacete Balompié                                    |
| Comunidad de Madrid  | 1      | Rayo Vallecano                                       |
| Galicia              | 1      | Celta de Vigo                                        |

## Desarrollo de la temporada
Después de tres años de decepciones, los aficionados de la Real Sociedad pudieron celebrar el centenario del histórico club donostiarra con el campeonato de Segunda División y el regreso a la máxima categoría. A pesar de las reticencias que despertaba Martín Lasarte, un técnico sin experiencia en los banquillos españoles, el uruguayo, fiel a la tradición del txurri-urdin, logró formar un bloque competitivo con jugadores mayoritariamente de la cantera, como Xabi Prieto,  Ansotegi, Griezmann o Zurutuza. La Real se mantuvo en los puestos de ascenso durante prácticamente toda la temporada -36 de las 42 jornadas- y lideró la clasificación desde la jornada 28 hasta el final, sellando matemáticamente el ascenso una semana antes de terminar el campeonato.

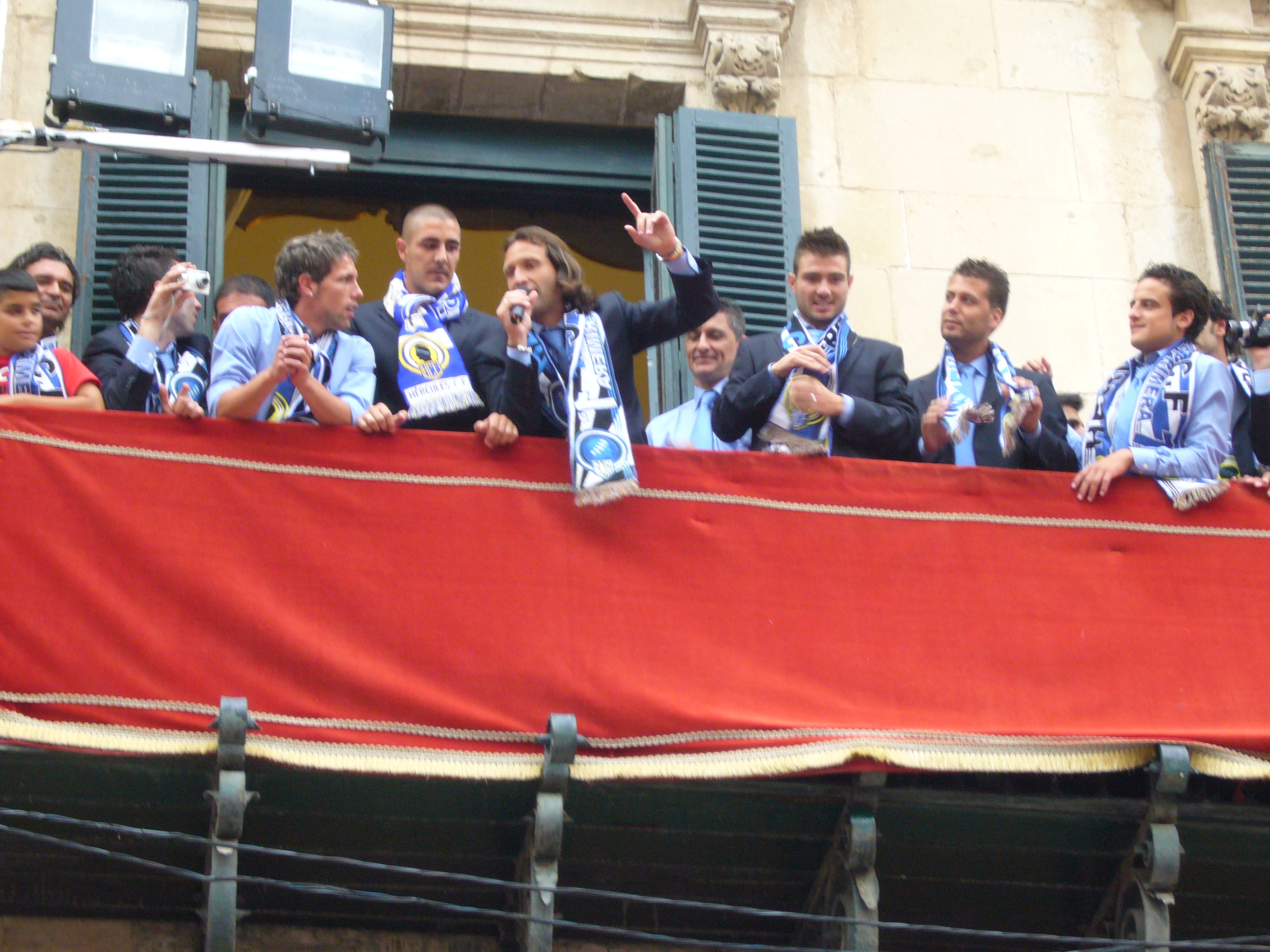
La plantilla del Hércules celebró en el balcón del Ayuntamiento de Alicante su regreso a Primera, trece años después.

Junto con los donostiarras, en la penúltima jornada se confirmó el ascenso del Levante, club que también celebraba este año su centenario. Los levantinos, con graves problemas económicos y bajo administración concursal, parecían destinados a luchar por la permanencia, sobre todo después de cerrar el año 2009 a solo tres puntos del descenso. Pero el año nuevo cambió el rumbo de un equipo que en los cinco primeros meses de 2010 solo encajó dos derrotas, logrando, contra todo pronóstico, el ascenso a Primera por cuarta vez en su historia. Luis García Plaza, el técnico más joven de la categoría, fue el artífice del éxito, con un equipo donde se mezclaron veteranos históricos del club, como Ballesteros y Juanfran, con jóvenes promesas como Reina, Iborra o Pallardó.
El tercer billete a Primera División fue para el Hércules, que mantuvo gran parte del equipo que la temporada anterior rozó el ascenso -Calatayud, Farinós, Tote, Delibašić, etc.- y puso al frente a Esteban Vigo, que llegaba después de dejar al Xerez en la máxima categoría por primera vez en su historia. Los herculanos fueron los mejores de la primera vuelta, proclamándose campeones de invierno con un margen de once puntos sobre los puestos de ascenso. Sin embargo, la cómoda ventaja se esfumó por culpa de una pájara en el tercio final del campeonato, con una racha de siete jornadas sin conocer la victoria. Estuvo a punto de aprovecharlo el Real Betis, que tras un arranque muy irregular, encontró el camino del éxito con un relevo técnico -Antonio Tapia por Víctor Fernández- en el ecuador del campeonato. Los béticos se convirtieron en el mejor equipo de la segunda vuelta, llegando a desplazar al Hércules de los puestos de ascenso a falta tres jornadas para el final. De nada sirvió, porque una semana más tarde los verdiblancos empataron en Salamanca y los herculanos recuperaron la posición de privilegio. 
En la última jornada el Hércules certificó el ascenso con una victoria en Irún, y la goleada del Real Betis al Levante (4-0) solo benefició a los alicantinos: en un triple empate a 71 puntos, la diferencia de goles en los enfrentamientos directos dejó al Hércules como subcampeón, al Levante en tercera posición y al Real Betis, con los mismos puntos, fuera de las plazas de ascenso. Una decepción para un club que partía como máximo favorito al ascenso, por su condición de equipo recién descendido, por tener el presupuesto más elevado de la categoría y por el nivel de una plantilla formada por varios futbolistas internacionales como Emana, Odonkor, Mehmet Aurélio, Capi o Sergio García.
Las grandes revelaciones de la temporada fueron el Cartagena y Villareal "B", dos equipos jóvenes -14 y 12 años de vida, respectivamente- que debutaban esta temporada en el fútbol profesional. El filial castellonense, tras un irregular inicio, logró asentarse en la zona alta de la tabla, a pesar de las ausencias de algunos de sus mejores efectivos, como Marco Rubén, Mateo Musacchio o el técnico Juan Carlos Garrido, requeridos por el primer equipo.

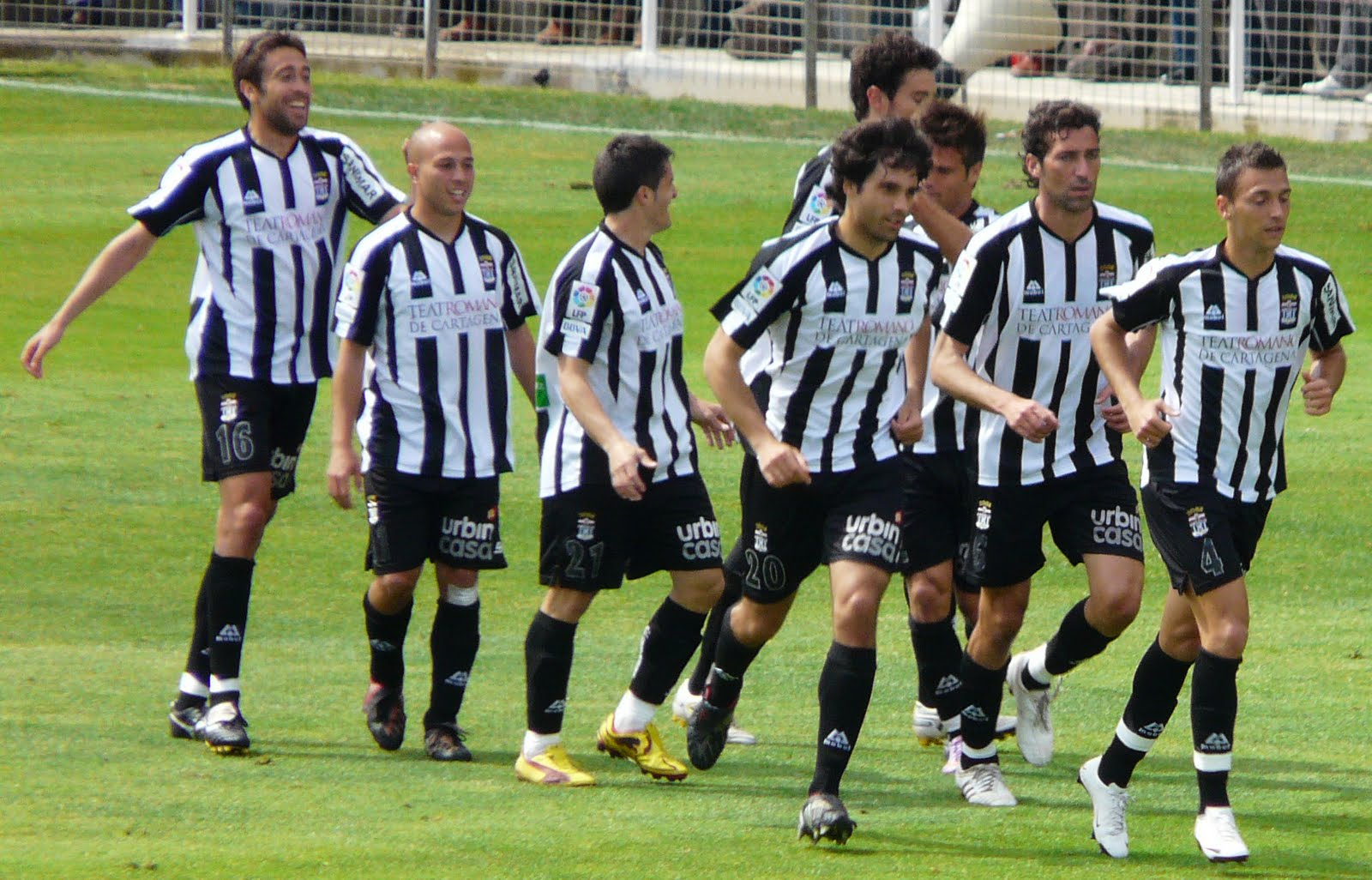
Hombres como Víctor, De Lucas o Toché estuvieron a punto de lograr el ascenso con el Cartagena.

Especialmente sorprendente fue la temporada del Cartagena, que rozó el ascenso con la punta de los dedos. Los departamentales debutaron arrolladoramente en la categoría, ostentando el liderato durante el primer tercio del campeonato. Se mantuvieron entre los tres primeros puestos la mayor parte del curso –en 31 de las 42 jornadas- pero desfallecieron en el tramo decisivo de la temporada, sumando un empate y cuatro derrotas en las seis últimas jornadas. 
También vieron frustrado el sueño del ascenso en Elche. Tras un pésimo arranque liguero –un punto en las cuatro primeras jornadas-, el equipo despegó con la llegada al banquillo de José Bordalás. Impulsados por los goles de Jorge Molina, los alicantinos encadenaron nueve jornadas sin perder. Alcanzaron su cenit en la jornada 34, situándose a un punto de las plazas de ascenso tras golear al Betis en Sevilla (0-3), pero finalmente una racha de tres derrotas consecutivas dio al traste con sus aspiraciones.
En la zona baja el Castellón fue el primero en descender, tras estar toda la temporada descolgado en la cola de la clasificación. Los de La Plana no lograron la primera victoria hasta la séptima jornada, solo consiguieron 14 puntos en la primera vuelta y tampoco consiguieron los tres puntos en los ocho últimos partidos.
Las otras tres plazas de descenso a Segunda B se dilucidaron en la última jornada entre nueve equipos. Cinco de ellos -Rayo Vallecano, Huesca, Albacete, Salamanca y Las Palmas- lograron asegurarse la permanencia con una victoria en la jornada de clausura, condenando a Cádiz y Real Unión, que necesitaban el pinchazo de alguno de los equipos que les precedían en la tabla para evitar regresar al pozo del que habían escapado un año antes.
La cuarta plaza de descenso se decidió en un dramático partido entre el Girona y el Real Murcia. Ambos equipos llegaron a la última jornada fuera de los puestos de castigo, pero una rocambolesca combinación de marcadores en el resto de partidos obligaba al equipo local a puntuar, mientras que a los pimentoneros solo les valía la victoria. Un resultado que los murcianos tuvieron durante gran parte del partido, hasta que los gerundenses igualaron de penal, ya en el tiempo añadido. Para prolongar el suspenso, el meta, Alberto, detuvo el lanzamiento de Kiko Ratón, pero el balón se le escabulló de las manos, entrando lentamente en la portería.

### Evolución de la clasificación
| Jornada / Equipo | 1  | 2  | 3  | 4  | 5  | 6  | 7  | 8  | 9  | 10 | 11 | 12 | 13 | 14 | 15 | 16 | 17 | 18 | 19 | 20 | 21 | 22 | 23 | 24 | 25 | 26 | 27 | 28 | 29 | 30 | 31 | 32 | 33 | 34 | 35 | 36 | 37 | 38 | 39 | 40 | 41 | 42 |
| Jornada / Equipo |    |    |    |    |    |    |    |    |    |    |    |    |    |    |    |    |    |    |    |    |    |    |    |    |    |    |    |    |    |    |    |    |    |    |    |    |    |    |    |    |    |    |
| ---------------- | -- | -- | -- | -- | -- | -- | -- | -- | -- | -- | -- | -- | -- | -- | -- | -- | -- | -- | -- | -- | -- | -- | -- | -- | -- | -- | -- | -- | -- | -- | -- | -- | -- | -- | -- | -- | -- | -- | -- | -- | -- | -- |
| Real Sociedad    | 11 | 14 | 8  | 11 | 6  | 2  | 1  | 3  | 1  | 4  | 2  | 3  | 1  | 3  | 1  | 1  | 1  | 2  | 2  | 1  | 2  | 2  | 2  | 2  | 2  | 2  | 2  | 1  | 1  | 1  | 1  | 1  | 1  | 1  | 1  | 1  | 1  | 1  | 1  | 1  | 1  | 1  |
| Hércules         | 14 | 5  | 12 | 8  | 5  | 1  | 4  | 4  | 4  | 2  | 4  | 2  | 3  | 2  | 2  | 2  | 2  | 1  | 1  | 2  | 1  | 1  | 1  | 1  | 1  | 1  | 1  | 2  | 2  | 2  | 2  | 5  | 4  | 2  | 4  | 4  | 4  | 3  | 3  | 4  | 3  | 2  |
| Levante          | 10 | 12 | 15 | 10 | 7  | 6  | 8  | 6  | 8  | 5  | 5  | 5  | 4  | 7  | 8  | 11 | 12 | 12 | 11 | 11 | 9  | 5  | 4  | 4  | 4  | 4  | 5  | 5  | 5  | 6  | 5  | 4  | 2  | 3  | 2  | 2  | 2  | 2  | 2  | 2  | 2  | 3  |
| Betis            | 2  | 8  | 2  | 2  | 2  | 4  | 5  | 7  | 5  | 3  | 3  | 4  | 6  | 4  | 4  | 3  | 5  | 7  | 8  | 6  | 8  | 4  | 8  | 7  | 7  | 6  | 4  | 4  | 3  | 3  | 4  | 3  | 5  | 6  | 7  | 6  | 5  | 4  | 4  | 3  | 4  | 4  |
| Cartagena        | 6  | 2  | 1  | 1  | 1  | 3  | 2  | 1  | 2  | 1  | 1  | 1  | 2  | 1  | 3  | 4  | 3  | 3  | 4  | 3  | 3  | 3  | 3  | 3  | 3  | 3  | 3  | 3  | 4  | 4  | 3  | 2  | 3  | 4  | 3  | 3  | 3  | 5  | 5  | 5  | 5  | 5  |
| Elche            | 20 | 22 | 22 | 22 | 19 | 21 | 18 | 17 | 15 | 13 | 13 | 10 | 5  | 5  | 6  | 7  | 9  | 13 | 12 | 12 | 10 | 10 | 10 | 9  | 8  | 9  | 8  | 8  | 8  | 8  | 8  | 7  | 6  | 5  | 6  | 7  | 7  | 7  | 7  | 7  | 7  | 6  |
| Villarreal "B"   | 9  | 19 | 13 | 15 | 16 | 17 | 21 | 15 | 12 | 15 | 17 | 15 | 11 | 13 | 13 | 10 | 11 | 10 | 9  | 7  | 4  | 7  | 5  | 6  | 6  | 7  | 7  | 7  | 6  | 7  | 7  | 6  | 7  | 7  | 5  | 5  | 6  | 6  | 6  | 6  | 6  | 7  |
| Numancia         | 4  | 1  | 3  | 5  | 4  | 7  | 6  | 5  | 6  | 7  | 7  | 11 | 12 | 9  | 5  | 8  | 6  | 4  | 3  | 4  | 5  | 6  | 6  | 5  | 5  | 5  | 6  | 6  | 7  | 5  | 6  | 8  | 8  | 8  | 8  | 8  | 8  | 8  | 8  | 8  | 8  | 8  |
| Recreativo       | 8  | 3  | 5  | 3  | 8  | 10 | 12 | 8  | 7  | 9  | 11 | 8  | 9  | 12 | 12 | 13 | 15 | 15 | 15 | 17 | 14 | 14 | 14 | 14 | 14 | 13 | 12 | 9  | 9  | 13 | 13 | 11 | 9  | 11 | 9  | 9  | 9  | 9  | 9  | 9  | 9  | 9  |
| Córdoba          | 22 | 10 | 14 | 9  | 12 | 8  | 7  | 10 | 14 | 10 | 9  | 7  | 8  | 8  | 10 | 9  | 10 | 9  | 13 | 10 | 11 | 12 | 12 | 10 | 11 | 10 | 10 | 14 | 10 | 9  | 10 | 9  | 10 | 9  | 10 | 10 | 10 | 11 | 11 | 13 | 11 | 10 |
| Rayo             | 1  | 9  | 10 | 6  | 3  | 5  | 3  | 2  | 3  | 6  | 6  | 6  | 7  | 6  | 11 | 6  | 4  | 5  | 5  | 5  | 7  | 9  | 9  | 11 | 12 | 11 | 11 | 15 | 16 | 17 | 17 | 15 | 13 | 13 | 14 | 14 | 14 | 14 | 15 | 12 | 14 | 11 |
| Celta            | 15 | 15 | 16 | 18 | 21 | 19 | 20 | 20 | 19 | 20 | 20 | 19 | 20 | 20 | 19 | 17 | 18 | 18 | 14 | 16 | 17 | 17 | 16 | 17 | 16 | 18 | 18 | 17 | 14 | 11 | 12 | 14 | 16 | 16 | 13 | 12 | 13 | 10 | 10 | 10 | 10 | 12 |
| Huesca           | 3  | 4  | 6  | 13 | 14 | 16 | 16 | 19 | 18 | 19 | 19 | 20 | 17 | 19 | 16 | 16 | 14 | 14 | 17 | 15 | 16 | 16 | 15 | 13 | 10 | 12 | 15 | 18 | 13 | 16 | 14 | 12 | 14 | 14 | 15 | 16 | 17 | 17 | 18 | 19 | 16 | 13 |
| Girona           | 18 | 16 | 17 | 16 | 20 | 20 | 17 | 21 | 21 | 18 | 15 | 16 | 15 | 14 | 15 | 19 | 17 | 17 | 18 | 18 | 18 | 19 | 20 | 18 | 17 | 16 | 16 | 11 | 12 | 10 | 9  | 10 | 12 | 12 | 12 | 13 | 12 | 13 | 13 | 11 | 13 | 14 |
| Albacete         | 21 | 11 | 4  | 12 | 11 | 15 | 15 | 14 | 16 | 16 | 14 | 14 | 16 | 16 | 18 | 15 | 13 | 16 | 16 | 14 | 15 | 15 | 17 | 16 | 18 | 19 | 19 | 19 | 20 | 19 | 18 | 18 | 18 | 17 | 17 | 17 | 16 | 15 | 17 | 20 | 17 | 15 |
| Salamanca        | 7  | 7  | 7  | 14 | 13 | 9  | 9  | 9  | 11 | 8  | 13 | 14 | 10 | 7  | 5  | 7  | 8  | 6  | 9  | 12 | 11 | 11 | 12 | 13 | 14 | 13 | 13 | 14 | 17 | 18 | 19 | 19 | 17 | 18 | 19 | 20 | 18 | 20 | 19 | 15 | 18 | 16 |
| Las Palmas       | 12 | 13 | 9  | 4  | 9  | 11 | 10 | 13 | 10 | 12 | 10 | 12 | 13 | 15 | 14 | 14 | 16 | 11 | 10 | 13 | 13 | 13 | 13 | 15 | 15 | 15 | 14 | 10 | 11 | 15 | 16 | 17 | 15 | 15 | 16 | 15 | 15 | 16 | 12 | 14 | 19 | 17 |
| Gimnàstic        | 5  | 6  | 11 | 7  | 10 | 14 | 9  | 11 | 11 | 8  | 12 | 9  | 10 | 11 | 9  | 12 | 8  | 6  | 7  | 8  | 6  | 8  | 7  | 8  | 9  | 8  | 9  | 12 | 15 | 12 | 11 | 13 | 11 | 10 | 11 | 11 | 11 | 12 | 14 | 16 | 12 | 18 |
| Cádiz            | 19 | 17 | 19 | 19 | 15 | 12 | 14 | 12 | 13 | 14 | 16 | 17 | 18 | 17 | 17 | 18 | 19 | 19 | 19 | 19 | 19 | 18 | 18 | 19 | 20 | 21 | 20 | 20 | 19 | 20 | 20 | 20 | 20 | 20 | 20 | 18 | 19 | 18 | 16 | 17 | 20 | 19 |
| Real Murcia      | 17 | 18 | 18 | 17 | 17 | 18 | 19 | 18 | 20 | 21 | 21 | 21 | 21 | 22 | 21 | 21 | 21 | 21 | 21 | 20 | 20 | 20 | 19 | 20 | 19 | 17 | 17 | 16 | 18 | 14 | 15 | 16 | 19 | 19 | 18 | 19 | 20 | 21 | 20 | 18 | 15 | 20 |
| Real Unión       | 16 | 21 | 20 | 20 | 18 | 13 | 13 | 16 | 17 | 17 | 18 | 18 | 19 | 18 | 20 | 20 | 20 | 20 | 20 | 21 | 21 | 21 | 21 | 21 | 21 | 20 | 21 | 21 | 21 | 21 | 21 | 21 | 21 | 21 | 21 | 21 | 21 | 19 | 21 | 21 | 21 | 21 |
| Castellón        | 13 | 20 | 21 | 21 | 22 | 22 | 22 | 22 | 22 | 22 | 22 | 21 | 22 | 22 | 22 | 22 | 22 | 22 | 22 | 22 | 22 | 22 | 22 | 22 | 22 | 22 | 22 | 22 | 22 | 22 | 22 | 22 | 22 | 22 | 22 | 22 | 22 | 22 | 22 | 22 | 22 | 22 |

## Clasificación
| Pos. | Equipo                     | Pts. | PJ | G  | E  | P  | GF | GC | Dif. | Clasificación                 |
| ---- | -------------------------- | ---- | -- | -- | -- | -- | -- | -- | ---- | ----------------------------- |
| 1    | Real Sociedad (C, A)       | 74   | 42 | 20 | 14 | 8  | 53 | 37 | +16  | Ascenso a Primera División    |
| 2    | Hércules C. F. (A)         | 71   | 42 | 19 | 14 | 9  | 61 | 34 | +27  | Ascenso a Primera División    |
| 3    | Levante U. D. (A)          | 71   | 42 | 19 | 14 | 9  | 63 | 45 | +18  | Ascenso a Primera División    |
| 4    | Real Betis                 | 71   | 42 | 19 | 14 | 9  | 61 | 38 | +23  |                               |
| 5    | F. C. Cartagena            | 65   | 42 | 18 | 11 | 13 | 58 | 49 | +9   |                               |
| 6    | Elche C. F.                | 63   | 42 | 18 | 9  | 15 | 67 | 57 | +10  |                               |
| 7    | Villarreal C. F. "B"       | 61   | 42 | 16 | 13 | 13 | 60 | 56 | +4   |                               |
| 8    | C. D. Numancia             | 59   | 42 | 16 | 11 | 15 | 55 | 53 | +2   |                               |
| 9    | R. C. Recreativo de Huelva | 57   | 42 | 14 | 15 | 13 | 40 | 42 | −2   |                               |
| 10   | Córdoba C. F.              | 55   | 42 | 14 | 13 | 15 | 40 | 46 | −6   |                               |
| 11   | Rayo Vallecano             | 53   | 42 | 13 | 14 | 15 | 67 | 58 | +9   |                               |
| 12   | R. C. Celta de Vigo        | 52   | 42 | 13 | 13 | 16 | 38 | 44 | −6   |                               |
| 13   | S. D. Huesca               | 52   | 42 | 12 | 16 | 14 | 36 | 40 | −4   |                               |
| 14   | Girona F. C.               | 52   | 42 | 13 | 13 | 16 | 45 | 59 | −14  |                               |
| 15   | Albacete Balompié          | 52   | 42 | 12 | 16 | 14 | 60 | 62 | −2   |                               |
| 16   | U. D. Salamanca            | 52   | 42 | 13 | 13 | 16 | 44 | 54 | −10  |                               |
| 17   | U. D. Las Palmas           | 51   | 42 | 12 | 15 | 15 | 49 | 49 | 0    |                               |
| 18   | Gimnàstic de Tarragona     | 51   | 42 | 14 | 9  | 19 | 42 | 55 | −13  |                               |
| 19   | Cádiz C. F. (D)            | 50   | 42 | 12 | 14 | 16 | 49 | 64 | −15  | Descenso a Segunda División B |
| 20   | Real Murcia C. F. (D)      | 50   | 42 | 11 | 17 | 14 | 49 | 51 | −2   | Descenso a Segunda División B |
| 21   | Real Unión Club (D)        | 46   | 42 | 12 | 10 | 20 | 40 | 59 | −19  | Descenso a Segunda División B |
| 22   | C. D. Castellón (D)        | 33   | 42 | 7  | 12 | 23 | 37 | 62 | −25  | Descenso a Segunda División B |

 Fuente: BDFútbol
Criterios de clasificación: Puntos · Enfrentamientos directos · Diferencia de goles · Goles a favor · Play-off

## Resultados
| Local \ Visitante          | ALB | BET | CAD | CAR | CAS | CEL | COR | ELC | GIM | GIR | HER | HUE | LAS | LEV | MUR | NUM | RAY | RSO | RUN | REC | SAL | VIL |
| -------------------------- | --- | --- | --- | --- | --- | --- | --- | --- | --- | --- | --- | --- | --- | --- | --- | --- | --- | --- | --- | --- | --- | --- |
| Albacete Balompié          | —   | 1–3 | 0–1 | 0–0 | 1–1 | 0–2 | 3–0 | 2–2 | 1–1 | 3–0 | 1–2 | 0–0 | 3–2 | 1–0 | 3–2 | 2–3 | 2–2 | 0–0 | 1–0 | 1–3 | 2–1 | 1–1 |
| Real Betis                 | 0–0 | —   | 4–0 | 0–0 | 2–0 | 1–1 | 3–0 | 0–3 | 3–0 | 0–1 | 1–1 | 1–1 | 1–0 | 4–0 | 1–1 | 2–0 | 3–1 | 1–0 | 1–1 | 3–0 | 1–0 | 4–0 |
| Cádiz C. F.                | 4–3 | 2–2 | —   | 1–3 | 1–0 | 3–1 | 0–0 | 2–1 | 0–1 | 2–0 | 2–2 | 0–0 | 0–0 | 2–4 | 1–0 | 4–2 | 1–1 | 1–3 | 2–1 | 1–0 | 0–1 | 0–0 |
| F. C. Cartagena            | 0–4 | 1–2 | 4–1 | —   | 2–1 | 1–1 | 0–0 | 0–2 | 0–2 | 4–1 | 0–0 | 1–0 | 4–1 | 3–5 | 3–2 | 2–1 | 2–0 | 1–1 | 1–0 | 1–0 | 3–4 | 0–0 |
| C. D. Castellón            | 3–5 | 1–0 | 4–1 | 2–2 | —   | 2–1 | 0–1 | 0–2 | 0–0 | 0–1 | 1–0 | 1–2 | 2–0 | 0–0 | 2–1 | 0–1 | 1–3 | 0–1 | 1–1 | 0–0 | 1–2 | 3–2 |
| R. C. Celta de Vigo        | 1–1 | 1–1 | 2–1 | 1–0 | 2–1 | —   | 1–0 | 2–1 | 3–1 | 2–1 | 0–1 | 0–1 | 1–0 | 1–1 | 1–1 | 1–2 | 0–0 | 0–1 | 0–1 | 1–1 | 0–0 | 0–2 |
| Córdoba C. F.              | 0–2 | 0–1 | 1–0 | 1–2 | 0–0 | 1–0 | —   | 2–0 | 1–1 | 2–2 | 1–1 | 2–1 | 1–0 | 2–1 | 0–1 | 2–1 | 0–0 | 2–0 | 4–0 | 1–1 | 2–0 | 3–1 |
| Elche C. F.                | 2–1 | 3–0 | 1–1 | 1–1 | 2–0 | 1–0 | 3–0 | —   | 2–2 | 4–0 | 2–0 | 0–2 | 2–5 | 0–0 | 1–2 | 0–1 | 2–2 | 4–1 | 2–1 | 3–2 | 2–2 | 2–3 |
| Gimnàstic de Tarragona     | 1–3 | 0–1 | 0–2 | 3–2 | 2–1 | 0–2 | 0–2 | 3–1 | —   | 1–1 | 1–1 | 0–1 | 2–1 | 1–0 | 2–3 | 0–1 | 1–1 | 1–2 | 1–2 | 1–1 | 1–2 | 2–1 |
| Girona F. C.               | 2–2 | 0–2 | 4–0 | 0–1 | 1–0 | 1–2 | 2–1 | 3–2 | 0–2 | —   | 1–1 | 2–0 | 0–2 | 0–4 | 1–1 | 0–0 | 1–1 | 1–0 | 0–2 | 0–0 | 1–0 | 3–1 |
| Hércules C. F.             | 5–1 | 3–2 | 1–0 | 2–0 | 1–2 | 1–0 | 4–0 | 3–0 | 0–1 | 2–0 | —   | 0–2 | 0–1 | 2–1 | 1–1 | 1–0 | 2–1 | 5–1 | 1–0 | 2–0 | 4–0 | 4–2 |
| S. D. Huesca               | 2–1 | 0–1 | 2–1 | 0–2 | 2–0 | 1–1 | 0–0 | 0–0 | 0–1 | 2–2 | 1–0 | —   | 1–1 | 0–0 | 1–0 | 0–0 | 2–1 | 1–1 | 2–3 | 1–2 | 2–0 | 0–1 |
| U. D. Las Palmas           | 4–0 | 1–1 | 1–1 | 0–1 | 2–2 | 1–1 | 1–0 | 4–1 | 1–0 | 0–1 | 0–0 | 0–0 | —   | 0–1 | 0–3 | 1–0 | 2–1 | 1–1 | 2–1 | 1–1 | 2–2 | 0–0 |
| Levante U. D.              | 1–1 | 1–0 | 1–1 | 1–2 | 3–1 | 1–0 | 0–0 | 2–1 | 6–1 | 3–2 | 2–1 | 1–1 | 1–1 | —   | 2–2 | 3–1 | 2–1 | 1–0 | 1–0 | 1–1 | 2–0 | 2–1 |
| Real Murcia C. F.          | 0–2 | 2–0 | 2–2 | 1–4 | 1–1 | 4–1 | 1–1 | 0–2 | 0–1 | 0–0 | 0–0 | 1–1 | 1–0 | 1–1 | —   | 1–0 | 0–3 | 1–1 | 3–0 | 0–1 | 2–2 | 2–2 |
| C. D. Numancia             | 1–1 | 3–0 | 1–3 | 2–1 | 2–1 | 0–0 | 2–2 | 4–1 | 1–1 | 3–1 | 1–1 | 1–0 | 3–1 | 0–1 | 1–1 | —   | 1–1 | 1–3 | 1–0 | 1–1 | 1–1 | 1–0 |
| Rayo Vallecano             | 3–0 | 2–2 | 2–2 | 2–3 | 3–0 | 1–2 | 3–2 | 0–1 | 2–3 | 0–3 | 4–4 | 4–1 | 3–2 | 0–0 | 2–0 | 4–1 | —   | 3–3 | 2–0 | 4–0 | 0–0 | 0–2 |
| Real Sociedad              | 0–0 | 2–0 | 4–1 | 1–0 | 0–0 | 2–0 | 1–0 | 0–1 | 1–0 | 2–2 | 1–0 | 2–0 | 2–2 | 3–1 | 0–0 | 2–1 | 1–0 | —   | 4–1 | 1–0 | 2–0 | 2–1 |
| Real Unión Club            | 2–1 | 1–3 | 0–0 | 1–1 | 3–1 | 2–0 | 2–3 | 0–3 | 1–0 | 1–1 | 0–2 | 1–1 | 0–0 | 2–1 | 2–0 | 4–3 | 2–1 | 0–0 | —   | 0–1 | 1–1 | 0–1 |
| R. C. Recreativo de Huelva | 0–0 | 1–1 | 2–1 | 1–0 | 2–0 | 1–2 | 0–0 | 2–1 | 0–1 | 2–2 | 0–0 | 2–0 | 2–0 | 0–1 | 0–2 | 1–3 | 2–0 | 2–0 | 0–0 | —   | 0–2 | 2–1 |
| U. D. Salamanca            | 3–2 | 1–1 | 1–1 | 1–0 | 1–1 | 1–1 | 1–0 | 0–1 | 1–0 | 0–1 | 0–0 | 2–1 | 0–1 | 3–2 | 0–2 | 1–3 | 0–1 | 0–0 | 3–0 | 1–2 | —   | 2–4 |
| Villarreal C. F. "B"       | 2–2 | 2–2 | 2–0 | 0–0 | 3–1 | 1–0 | 4–0 | 2–2 | 1–0 | 2–0 | 1–0 | 1–1 | 2–5 | 2–2 | 2–1 | 1–0 | 0–2 | 1–1 | 3–1 | 1–1 | 1–2 | —   |

## Máximos goleadores

### Trofeo Pichichi
Tras pugnar durante toda la temporada con Christian Stuani, el jugador del Elche Jorge Molina se aseguró el Trofeo Pichichi con cuatro goles a la Real Sociedad en la última jornada.

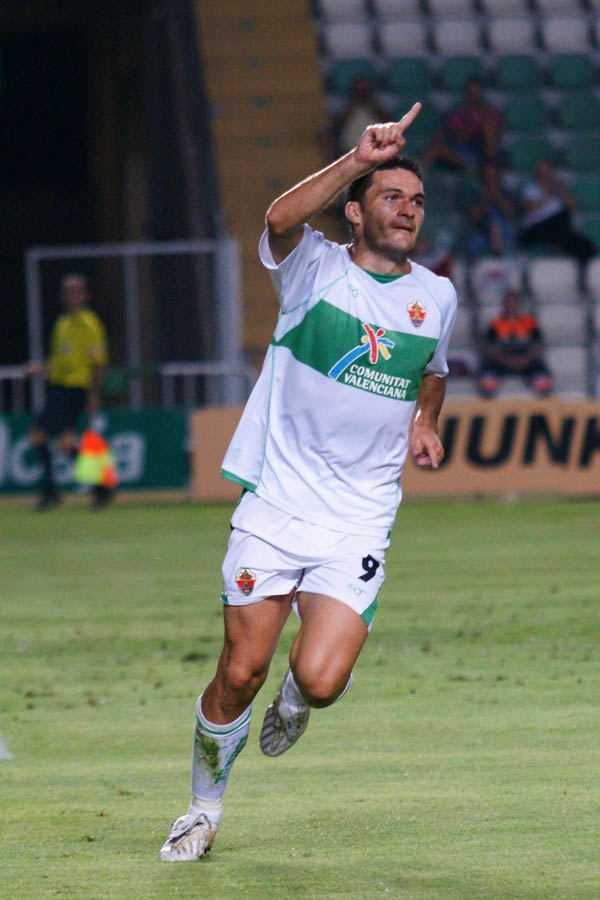
Jorge Molina ganó los trofeos Pichichi y Zarra.

| Pos. | Jugador                    | Equipo                  | Goles | Penal |
| ---- | -------------------------- | ----------------------- | ----- | ----- |
| 1º   | Jorge Molina               | Elche                   | 26    | 7     |
| 2.º  | Christian Stuani           | Albacete                | 22    | 5     |
| 3.º  | José Verdú, 'Toché'        | Cartagena               | 19    | 1     |
| 4.º  | Marco Rubén                | Villarreal "B"          | 17    | 5     |
| 5.º  | Rubén Castro               | Rayo Vallecano          | 14    | 1     |
|      | Alejandro Torres, 'Chando' | Real Murcia             | 14    | 0     |
|      | Gorka Brit                 | Real Unión              | 14    | 0     |
|      | Pepe Díaz                  | Córdoba                 | 14    | 3     |
|      | Leonardo Ulloa             | Castellón               | 14    | 4     |
| 10.º | Rubén Suárez               | Levante                 | 13    | 1     |
| 11.º | Carlos Bueno               | Real Sociedad de Fútbol | 12    | 0     |
| 12.º | Javi Guerrero              | Las Palmas              | 11    | 2     |

### Trofeo Zarra
Jorge Molina logró también el trofeo de Marca al máximo goleador español del campeonato.
| Pos. | Jugador                    | Equipo         | Goles | Penal |
| ---- | -------------------------- | -------------- | ----- | ----- |
| 1º   | Jorge Molina               | Elche          | 26    | 7     |
| 2.º  | José Verdú Toché           | Cartagena      | 19    | 1     |
| 3.º  | Rubén Castro               | Rayo Vallecano | 14    | 1     |
|      | Alejandro Torres, 'Chando' | Real Murcia    | 14    | 0     |
|      | Gorka Brit                 | Real Unión     | 14    | 0     |
|      | Pepe Díaz                  | Córdoba        | 14    | 3     |

## Otros premios

### Trofeo Zamora
Tras ser descartado por el Valencia, Vicente Guaita jugó como cedido en el Recreativo de Huelva y ganó el Trofeo Zamora como portero menos goleado de la categoría. Para optar al premio fue necesario disputar 60 minutos en, como mínimo, 28 partidos.

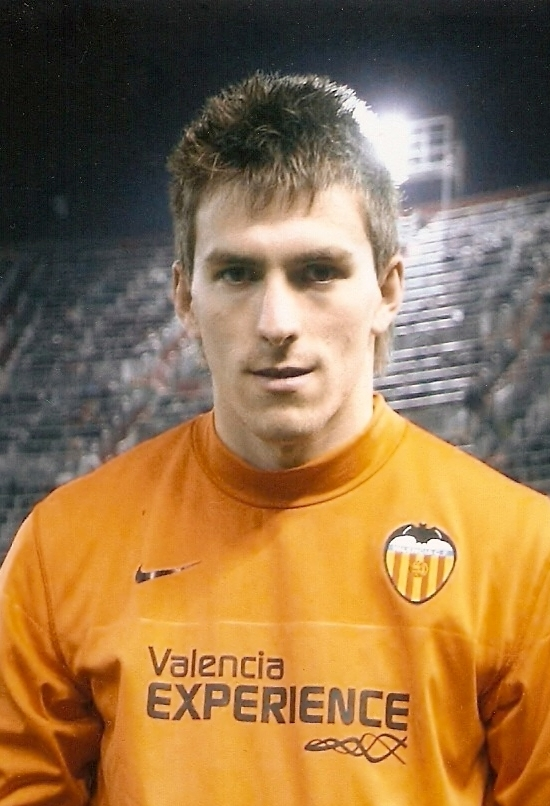
Guaita le arrebató el Trofeo Zamora a Calatayud en las últimas jornadas.

| Pos. | Jugador              | Equipo               | Goles | Partidos | Promedio |
| ---- | -------------------- | -------------------- | ----- | -------- | -------- |
| 1º   | Vicente Guaita       | Recreativo de Huelva | 24    | 30       | 0,80     |
| 2.º  | Juan Jesús Calatayud | Hércules             | 33    | 40       | 0,83     |
| 3.º  | Iñaki Goitia         | Real Betis           | 38    | 42       | 0,90     |
| 4.º  | Toni Doblas          | Huesca               | 26    | 28       | 0,93     |
| 5.º  | Ismael Falcón        | Celta de Vigo        | 35    | 36       | 0,97     |
| 6.º  | Raúl Navas           | Córdoba              | 33    | 34       | 0,97     |
| 7.º  | Eduardo Navarro      | Huesca               | 33    | 31       | 1,06     |
| 8.º  | Rubén Martínez       | Cartagena            | 43    | 40       | 1,08     |
| 9.º  | Juan Carlos Sánchez  | Villarreal "B"       | 49    | 39       | 1,26     |
| 10.º | Biel Ribas           | Salamanca            | 51    | 39       | 1,31     |

### Trofeo Miguel Muñoz
A pesar de su juventud y su escasa experiencia en el fútbol profesional, Luis García condujo al Levante al ascenso a Primera División, y recibió del Diario Marca el premio al mejor entrenador de la temporada.
| Pos. | Entrenador     | Equipo        | Puntos |
| ---- | -------------- | ------------- | ------ |
| 1º   | Luis García    | Levante       | 81     |
| 2.º  | Martín Lasarte | Real Sociedad | 73     |
| 3.º  | Esteban Vigo   | Hércules      | 67     |

### Trofeo Guruceta
Miranda Tores logró por primera vez en su carrera el Trofeo Guruceta del Diario Marca al mejor árbitro del campeonato, superando al debutante Mariscal Sánchez.
| Pos. | Árbitro (colegio)               | Puntos | Partidos | Coeficiente |
| ---- | ------------------------------- | ------ | -------- | ----------- |
| 1º   | David Miranda Tores             | 27     | 20       | 1,35        |
| 2.º  | Antonio Israel Mariscal Sánchez | 22     | 18       | 1,22        |
| 3.º  | Julio Amoedo Chas               | 28     | 23       | 1,22        |

## Récords y estadísticas
Resumen estadístico de la temporada.
- Total goles marcados: 1.114 en 	462 partidos (promedio: 2,41 goles por partido)
- Resultado más repetido: 1–1 (67 veces)
- Más goles en un partido: 8 goles
  - Castellón 3–5 Albacete (jornada 3)
  - Rayo Vallecano 4–4 Hércules (jornada 20)
  - Cartagena 3–5 Levante (jornada 38)
- Mayor victoria local: 5 goles
  - Levante 6–1 Gimnàstic de Tarragona (jornada 28)
- Mayor victoria visitante: 4 goles
  - Girona 0–4 Levante (jornada 33)
  - Cartagena 0–4 Albacete (jornada 42)

### Estadísticas por equipos
| Equipo                 | Lid | PF | PFM | PC | PCM | TA  | TR | TRD | Jug | Ent |
| ---------------------- | --- | -- | --- | -- | --- | --- | -- | --- | --- | --- |
| Real Sociedad          | 22  | 3  | 2   | 7  | 5   | 108 | 4  | 2   | 27  | 1   |
| Hércules               | 10  | 10 | 7   | 4  | 4   | 124 | 7  | 4   | 24  | 1   |
| Levante                | -   | 4  | 3   | 4  | 3   | 112 | 12 | 5   | 27  | 1   |
| Real Betis             | -   | 7  | 4   | 6  | 6   | 120 | 8  | 5   | 26  | 2   |
| Cartagena              | 8   | 9  | 8   | 4  | 3   | 121 | 3  | 5   | 25  | 1   |
| Elche                  | -   | 9  | 8   | 11 | 7   | 138 | 11 | 5   | 33  | 2   |
| Villarreal "B"         | -   | 12 | 9   | 5  | 4   | 122 | 5  | 6   | 30  | 2   |
| Numancia               | 1   | 2  | 1   | 5  | 4   | 102 | 6  | 3   | 31  | 1   |
| Recreativo de Huelva   | -   | 2  | 2   | 11 | 9   | 111 | 8  | 1   | 29  | 2   |
| Córdoba                | -   | 9  | 6   | 5  | 2   | 110 | 3  | 1   | 28  | 1   |
| Rayo Vallecano         | 1   | 7  | 5   | 9  | 8   | 135 | 3  | 2   | 30  | 2   |
| Celta de Vigo          | -   | 6  | 6   | 7  | 3   | 152 | 3  | 2   | 30  | 1   |
| Huesca                 | -   | 4  | 4   | 4  | 3   | 127 | 5  | 3   | 27  | 1   |
| Girona                 | -   | 9  | 6   | 8  | 5   | 155 | 3  | 5   | 28  | 2   |
| Albacete               | -   | 7  | 5   | 9  | 6   | 144 | 8  | 5   | 32  | 3   |
| Salamanca              | -   | 4  | 3   | 4  | 3   | 113 | 7  | 5   | 24  | 3   |
| Las Palmas             | -   | 2  | 1   | 6  | 4   | 137 | 2  | 5   | 26  | 2   |
| Gimnàstic de Tarragona | -   | 2  | 2   | 4  | 2   | 135 | 4  | 5   | 30  | 2   |
| Cádiz                  | -   | 2  | 1   | 3  | 2   | 129 | 5  | 6   | 27  | 2   |
| Murcia                 | -   | 7  | 1   | 6  | 5   | 135 | 5  | 4   | 24  | 2   |
| Real Unión             | -   | 5  | 3   | 4  | 4   | 150 | 9  | 0   | 26  | 1   |
| Castellón              | -   | 4  | 3   | 3  | 3   | 159 | 12 | 2   | 31  | 3   |

Lid = Jornadas líder; PF = Penaltis a favor; PFM = Penaltis a favor marcados; PC = Penaltis en contra; PCM = Penaltis en contra marcados; TA = Tarjetas amarillas; TR = Tarjetas rojas; TRD = Tarjetas rojas directas; Jug = Jugadores utilizados (alineados); Ent = Entrenadores

## Entrenadores
| Equipo                 | Entrenador (jornadas)                                                    |
| ---------------------- | ------------------------------------------------------------------------ |
| Albacete               | José Murcia (1-14) Julián Rubio (15-28) David Vidal (29-42)              |
| Real Betis             | Antonio Tapia (1-21) Víctor Fernández (22-42)                            |
| Cádiz                  | Javi Gracia (1-17) Víctor Espárrago (18-42)                              |
| Cartagena              | Juan Ignacio Martínez (1-42)                                             |
| Castellón              | David Amaral (1-7) Bartolomé Márquez (8-31) Asier Garitano (32-42)       |
| Celta de Vigo          | Eusebio Sacristán (1-42)                                                 |
| Córdoba                | Lucas Alcaraz (1-42)                                                     |
| Elche                  | Claudio Barragán (1-6) Pepe Bordalás (7-42)                              |
| Gimnàstic de Tarragona | César Ferrando (1-27) Luis César (28-42)                                 |
| Girona                 | Cristóbal Parralo (1-9) Narcís Julià (10-42)                             |
| Hércules               | Esteban Vigo (1-42)                                                      |
| Huesca                 | Antonio Calderón (1-42)                                                  |
| Las Palmas             | Sergio Krešić (1-32) Paco Jémez (33-42)                                  |
| Levante                | Luis García Plaza (1-42)                                                 |
| Numancia               | Gonzalo Arconada (1-42)                                                  |
| Rayo Vallecano         | Pepe Mel (1-24) Felipe Miñambres (25-42)                                 |
| Real Murcia            | José Miguel Campos (1-10) José González (11-42)                          |
| Real Sociedad          | Martín Lasarte (1-42)                                                    |
| Real Unión             | Iñaki Alonso (1-42)                                                      |
| Recreativo de Huelva   | Javi López (1-14) Raúl Agné (15-42)                                      |
| Salamanca              | Juan Carlos Oliva (1-21) Sito Cenzual (22-32) Jorge D'Alessandro (33-42) |
| Villarreal "B"         | Juan Carlos Garrido (1-22) Paco Herrera (23-42)                          |

## Árbitros
Un total de 22 árbitros, uno menos que la temporada anterior, pitaron los partidos de la Segunda División de España 2009/10. Hubo cinco nombres nuevos con respecto a la temporada anterior: Piñeiro Crespo y los debutantes Gil Manzano, Jaime Latre, Mariscal Sánchez y Trujillo Suárez, todos ellos ascendidos de Segunda División B. Por su parte, causaron baja cuatro colegiados respecto a la temporada 2008/09: Alfonso Suárez y Caballero Herreros, ambos descendidos a Segunda División B, y Martínez Franco y Pérez Lima, retirados.
José Antonio Teixeira Vitienes y Ignacio Iglesias Villanueva finalizaron como los colegiados mejor calificados por el Comité Técnico de Árbitros de la Federación Española, por lo que fueron ascendidos a Primera División para la temporada 2010/11. Teixeira Vitienes, además, recibió el Trofeo Vicente Acebedo por encabezar dicho ranking, que también obtuvo Pau Cebrián Devis como mejor árbitro asistente.
Por su parte, y también según la calificación del Comité Técnico de Árbitros, causaron baja para la próxima temporada Vicente Lizondo Cortés, Francisco Ramón Hevia Obras, Gorka Gardeazábal Gómez y Antonio Pérez Riverol, todos ellos relegados a Segunda División B.
| Árbitro                                  | Colegio             | Partidos | Puntos |
| ---------------------------------------- | ------------------- | -------- | ------ |
| Teixeira Vitienes, José Antonio          | Cántabro            | 23       | 11,79  |
| Iglesias Villanueva, Ignacio             | Gallego             | 17       | 11,77  |
| Cerro Grande, Carlos del                 | Madrileño           | 25       | 11,66  |
| Pérez Montero, Pedro Jesús               | Andaluz             | 21       | 11,58  |
| Miranda Torres, David                    | Catalán             | 20       | 11,37  |
| Hernández Hernández, Alejandro José      | Las Palmas          | 20       | 11,37  |
| Ceballos Silva, Andrés Manuel            | Extremeño           | 21       | 11,36  |
| Lesma López, José Luis                   | Madrileño           | 21       | 11,36  |
| Melero López, Mario                      | Andaluz             | 20       | 11,36  |
| Gil Manzano, Jesús                       | Extremeño           | 22       | 11,34  |
| Amoedo Chas, Julio                       | Gallego             | 23       | 11,34  |
| Piñeiro Crespo, José Ramón               | Asturiano           | 24       | 11,32  |
| Mariscal Sánchez, Antonio Israel         | Andaluz             | 18       | 11,21  |
| Jaime Latre, Santiago                    | Aragonés            | 22       | 11,21  |
| Pino Zamorano, Alfonso                   | Castellano-Manchego | 22       | 11,21  |
| Trujillo Suárez, Daniel Jesús            | Tinerfeño           | 20       | 11,20  |
| Ontanya López-Astilleros, Francisco José | Castellano-Manchego | 24       | 11,20  |
| Bernabé García, Gregorio                 | Murciano            | 17       | 11,16  |
| Lizondo Cortés, Vicente                  | Valenciano          | 22       | 11,11  |
| Hevia Obras, Francisco Ramón             | Castellano-Leonés   | 20       | 10,90  |
| Gardeazábal Gómez, Gorka                 | Vasco               | 20       | 10,78  |
| Pérez Riverol, Antonio                   | Tinerfeño           | 20       | 10,33  |